# Adesmia miraflorensis
Adesmia miraflorensis es una especie de planta floral del género Adesmia, categorizada en la tribu Dalbergieae, de la familia Fabaceae.

## Distribución
Especie nativa de Argentina, Bolivia y Perú. Crece en el bioma subtropical.

## Taxonomía
Fue descrita por J.Rémy y publicada en Ann. Sci. Nat., Bot., sér. 3, 6: 357 (1846).